# Balboa Inn

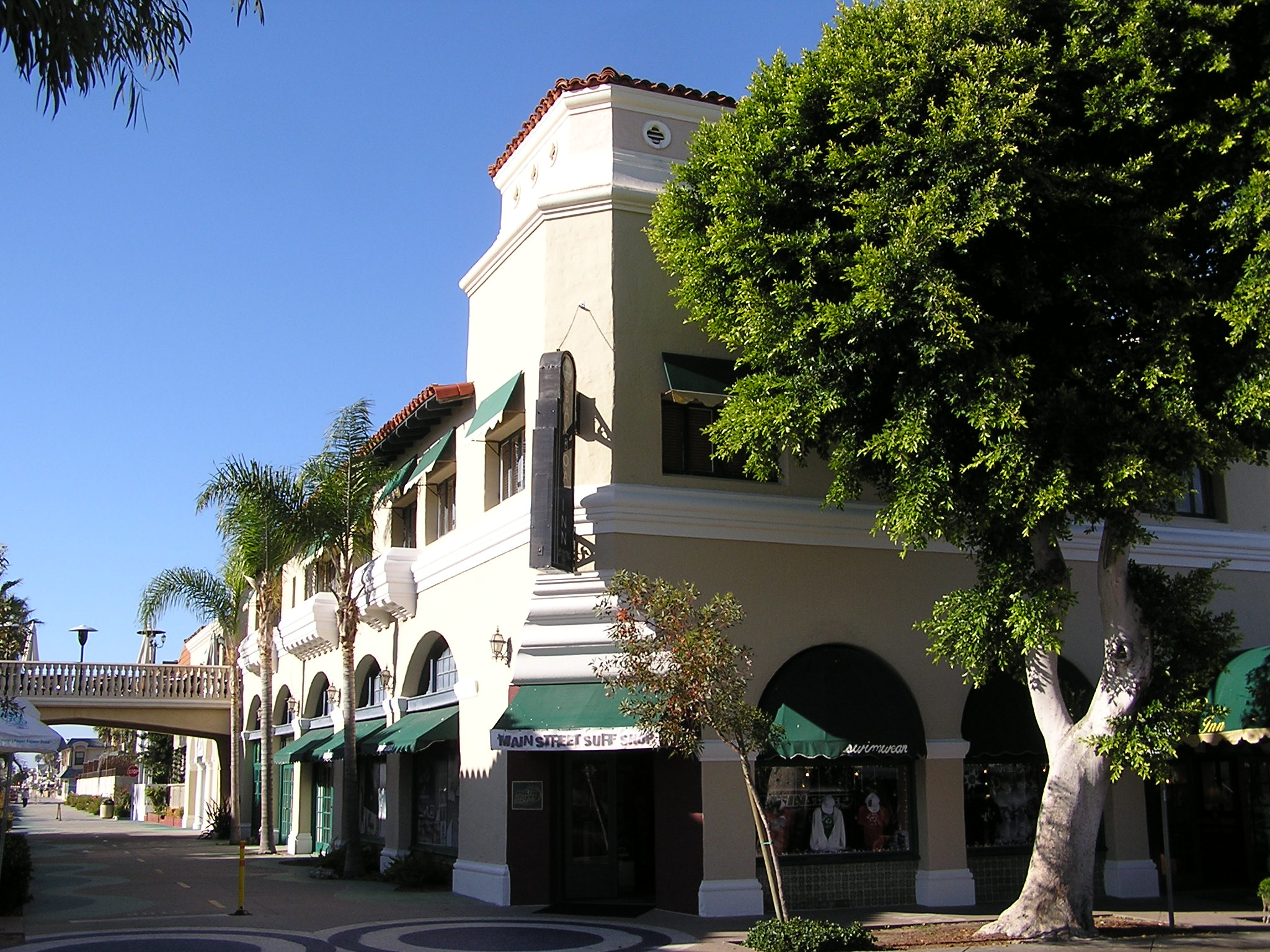
Außenansicht des Hotels

Das Balboa Inn ist ein traditionsreiches Hotel in Newport Beach im US-Bundesstaat Kalifornien. Es befindet sich an der Main Street auf der gleichnamigen Balboa Peninsula. Der Pazifische Ozean liegt nur wenige Meter entfernt. Das historische Gebäude ist seit dem 11. April 1986 im National Register of Historic Places eingetragen.
Im Jahre 1929 begann der Hotelbetrieb. Schon kurz darauf wurde es zu einem Anziehungspunkt für viele Hollywood-Stars, die während dieser Zeit in Newport Beach lebten. Bis zum heutigen Tage wurde das Hotel mehrere Male umgebaut. Die am spanischen Kolonialstil angelehnte Architektur blieb aber bis heute erhalten.